# Marija Isakowa
Marija Grigorjewna Isakowa (ros. Мария Григорьевна Исакова, ur. 5 lipca 1918 w Wiatce – zm. 25 marca 2011 w Moskwie) – rosyjska łyżwiarka szybka reprezentująca ZSRR, trzykrotna mistrzyni świata.

## Kariera
Pierwszy sukces w karierze Marija Isakowa osiągnęła w 1948 roku, kiedy zdobyła złoty medal podczas wielobojowych mistrzostw świata w Turku. W zawodach tych wyprzedziła bezpośrednio dwie rodaczki: Lidiję Sielichową oraz Zoję Chołszczewnikową. Isakowa wygrała tam biegi na 3000 i 1000 m, była druga na 500 m oraz trzecia na dystansie 5000 m. Na rozgrywanych rok później mistrzostwach świata w Kongsbergu wygrywała biegi na 500, 3000 i 1000 m, przy czym w tym ostatnim pierwsze miejsce zajęła ex aequo z Chołszczewnikową. W ostatnim biegu, na 5000 m, zajęła dopiero szóste miejsce i jej łączny wynik wynoszący 214,400 pkt dałby jej trzecie miejsce w wieloboju. Isakowa została ogłoszona jednak mistrzynią świata, gdyż zgodnie z obowiązującymi wówczas zasadami zwycięstwo na trzech z czterech dystansów automatycznie dawało łączne zwycięstwo. Pozostałe miejsca na podium zajęły kolejno Zoja Chołszczewnikowa i Rimma Żukowa. Trzeci z rzędu złoty medal wywalczyła podczas mistrzostw świata w Moskwie w 1950 roku, wyprzedzając Zinaidę Krotową oraz Rimmę Żukową. W poszczególnych biegach zajmowała pierwsze miejsce na 500 m, trzecie na 3000 m, siódme na 1000 m oraz drugie na dystansie 5000 m. Ponadto w latach 1945-1949 i 1951 zdobywała mistrzostwo Związku Radzieckiego w wieloboju, wygrywając łącznie szesnaście biegów.
Została odznaczona Orderem Lenina.
Ustanowiła siedem rekordów świata, tym sześć nieoficjalnych.
Została pochowana na Cmentarzu Wagańkowskim w Moskwie.